# Kalbarri
Kalbarri – miasto w Australii, w stanie Australia Zachodnia, nad Oceanem Indyjskim.